# Lanzia lanaripes
Lanzia lanaripes är en svampart som först beskrevs av Dennis, och fick sitt nu gällande namn av Spooner 1987. Lanzia lanaripes ingår i släktet Lanzia och familjen Rutstroemiaceae.   Inga underarter finns listade i Catalogue of Life.